# Клуб Григорія Федотова
«Клуб Григорія Федотова» — список найкращих бомбардирів радянського футболу в офіційних матчах. Створений з ініціативи спортивного журналіста і футбольного статистика Костянтина Єсеніна. Вперше був опублікований 26 листопада 1967 року в тижневнику «Футбол — Хокей».

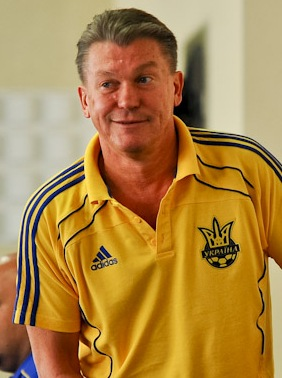
Олег Блохін (2011)

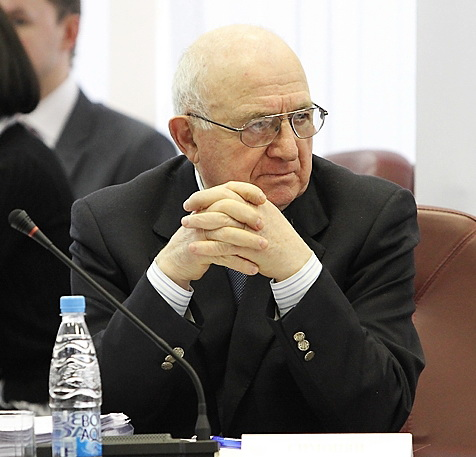
Микита Симонян (2011)

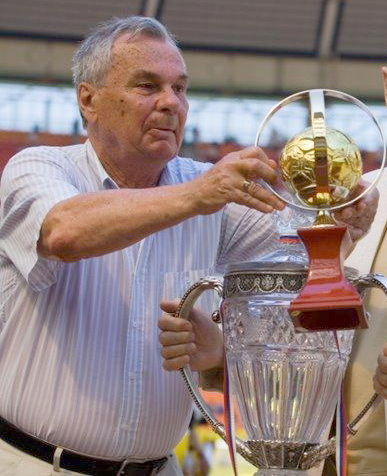
Валентин Іванов (2007)

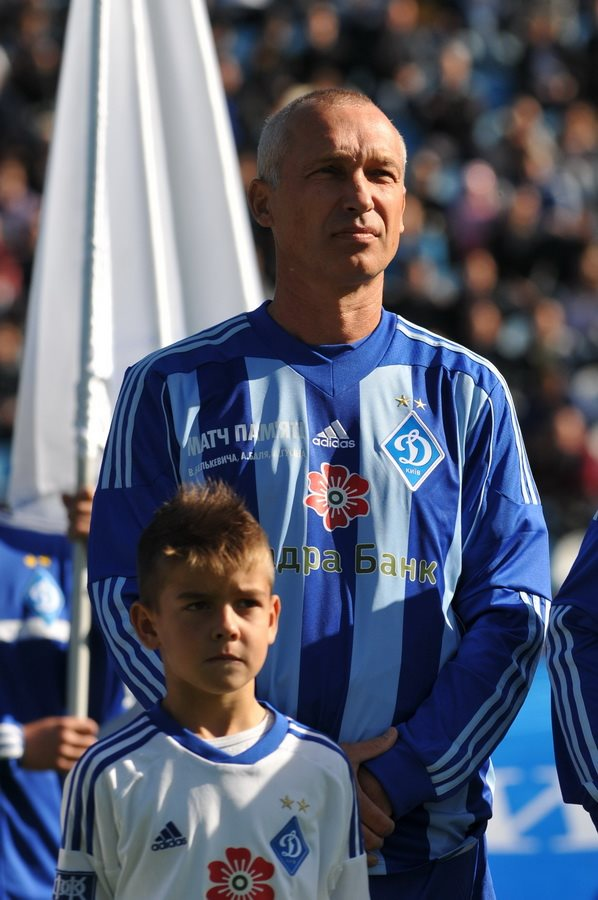
Олег Протасов (2014)

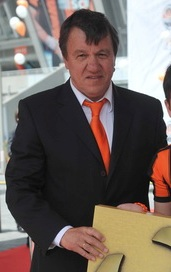
Михайло Соколовський (2011)

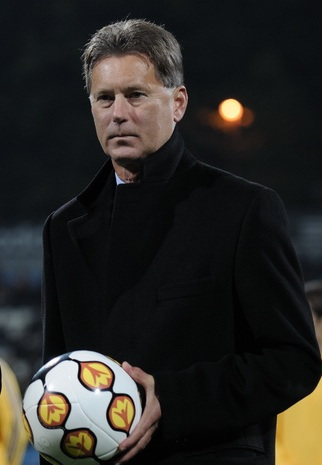
Леонід Буряк (2010)

У первинному вигляді до нього входило тринадцять гравців, які забили 100 або більше м'ячів у чемпіонаті СРСР. Названий ім'ям Григорія Федотова — першого футболіста, який подолав цю межу. Очолював список Микита Симонян.
Але, до нього не потрапив Всеволод Бобров — один з найкращих спортсменів повоєнної доби. Він провів відносно невелику кількість матчів — усього 116 і забив 97 голів. У Боброва найкраща середня результативність — 0,836 гола за матч. Костянтин Єсенін вирішив додати Боброву, а відповідно і всім іншим, голи у складі національної збірної. На Олімпійських іграх у Гельсінкі Всеволод Бобров забив п'ять м'ячів у трьох поєдинках.
Згодом футболістам почали зараховувати голи в офіційних іграх олімпійської збірної СРСР, матчах міжнародних клубних турнірів і кубка СРСР (з 1/8 фіналу).
Очолює «Клуб Григорія Федотова» нападник київського «Динамо» Олег Блохін (302 голи).
- Станом на 1 січня 1992 року.

| М   | Гравець               | 1  | 2  | 3   | 4  | 5   |
| --- | --------------------- | -- | -- | --- | -- | --- |
| 1.  | Олег Блохін           | 44 | 26 | 211 | 21 | 302 |
| 2.  | Микита Симонян        | 12 | —  | 145 | 23 | 180 |
| 3.  | Олександр Пономарьов  | —  | —  | 153 | 16 | 169 |
| 4.  | Олег Протасов         | 29 | 5  | 125 | 7  | 166 |
| 5.  | Валентин Іванов       | 26 | —  | 125 | 12 | 163 |
| 6.  | Сергій Соловйов       | —  | —  | 144 | 18 | 162 |
| 7.  | Едуард Маркаров       | —  | 12 | 129 | 16 | 157 |
| 8.  | Рамаз Шенгелія        | 10 | 19 | 120 | 8  | 157 |
| 9.  | Сергій Родіонов       | 8  | 17 | 119 | 7  | 151 |
| 10. | Едуард Стрєльцов      | 25 | 3  | 100 | 14 | 142 |
| 11. | Галімзян Хусаїнов     | 4  | 4  | 115 | 19 | 142 |
| 12. | Григорій Федотов      | —  | —  | 132 | 9  | 141 |
| 13. | Автанділ Гогоберідзе  | 1  | —  | 128 | 6  | 135 |
| 14. | Сергій Сальников      | 11 | —  | 101 | 22 | 134 |
| 15. | Заур Калоєв           | —  | —  | 117 | 15 | 132 |
| 16. | Юрій Гаврилов         | 13 | 18 | 91  | 10 | 132 |
| 17. | Костянтин Бєсков      | —  | —  | 106 | 21 | 127 |
| 18. | Федір Черенков        | 18 | 15 | 89  | 5  | 127 |
| 19. | Борис Пайчадзе        | —  | —  | 106 | 19 | 125 |
| 20. | Олег Копаєв           | 1  | —  | 119 | 4  | 124 |
| 21. | Всеволод Бобров       | 5  | —  | 97  | 19 | 121 |
| 22. | Віктор Ворошилов      | 1  | —  | 106 | 8  | 115 |
| 23. | Георгій Кондратьєв    | 4  | 11 | 93  | 7  | 115 |
| 24. | Андрій Якубик         | —  | 3  | 105 | 6  | 114 |
| 25. | Валерій Газзаєв       | 7  | 7  | 89  | 11 | 114 |
| 26. | Слава Метревелі       | 12 | —  | 84  | 17 | 113 |
| 27. | Хорен Оганесян        | 8  | 2  | 93  | 10 | 113 |
| 28. | Анатолій Банішевський | 19 | —  | 81  | 11 | 111 |
| 29. | Микола Дементьєв      | —  | —  | 91  | 19 | 110 |
| 30. | Гіві Нодія            | 5  | 5  | 93  | 7  | 110 |
| 31. | Сергій Андрєєв        | 13 | 2  | 82  | 13 | 110 |
| 32. | Олексій Гринін        | —  | —  | 89  | 20 | 109 |
| 33. | Борис Казаков         | 4  | —  | 101 | 4  | 109 |
| 34. | Едуард Малофєєв       | 6  | —  | 100 | 1  | 107 |
| 35. | Давид Кіпіані         | 9  | 10 | 78  | 10 | 107 |
| 36. | Валентин Ніколаєв     | —  | —  | 83  | 23 | 106 |
| 37. | Анатолій Ільїн        | 16 | —  | 84  | 6  | 106 |
| 38. | Геннадій Красницький  | 1  | —  | 102 | 3  | 106 |
| 39. | Геннадій Гусаров      | 4  | —  | 91  | 11 | 106 |
| 40. | Віталій Старухін      | —  | 3  | 84  | 19 | 106 |
| 41. | Берадор Абдураїмов    | —  | —  | 96  | 9  | 105 |
| 42. | Михайло Соколовський  | —  | 5  | 87  | 11 | 103 |
| 43. | Володимир Дьомін      | —  | —  | 86  | 16 | 102 |
| 44. | Віктор Колотов        | 22 | 8  | 62  | 10 | 102 |
| 45. | Володимир Федотов     | 4  | —  | 92  | 5  | 101 |
| 46. | Леонід Буряк          | 11 | 14 | 63  | 13 | 101 |

Скорочення:
1 — враховані голи у першій збірній і в офіційних матчах Олімпіад;
2 — в європейських клубних турнірах;
3 — у чемпіонаті (враховані анулювані матчі і незавершений турнір 1941 року);
4 — у національному кубку;
5 — сумарні показники.